# أرقطيون نمساوي
أرقطيون نمساوي (الاسم العلمي: Arctium austriacum) هي نوع نباتي يتبع جنس الأرقطيون من فصيلة النجمية.